# Sūtūt
Sūtūt (persiska: سوتوت, Sūtāt, سوتات) är en ort i Iran.   Den ligger i provinsen Östazarbaijan, i den nordvästra delen av landet, 500 km nordväst om huvudstaden Teheran. Sūtūt ligger 935 meter över havet och antalet invånare är 176.
Terrängen runt Sūtūt är huvudsakligen kuperad, men åt sydost är den platt.Runt Sūtūt är det ganska tätbefolkat, med 56 invånare per kvadratkilometer. Närmaste större samhälle är Dūst Beyglū, 5,5 km öster om Sūtūt. Trakten runt Sūtūt består i huvudsak av gräsmarker.